# Årets Dagstidning
Årets Dagstidning  är ett pris för mediebranschen som delas ut av Tidningsutgivarna (Svenska Tidningsutgivareföreningen). I sin nuvarande form har det funnits sedan starten 2005 av Medievärlden och delas ut av TU för att främja innovativ och utvecklande publicistik.

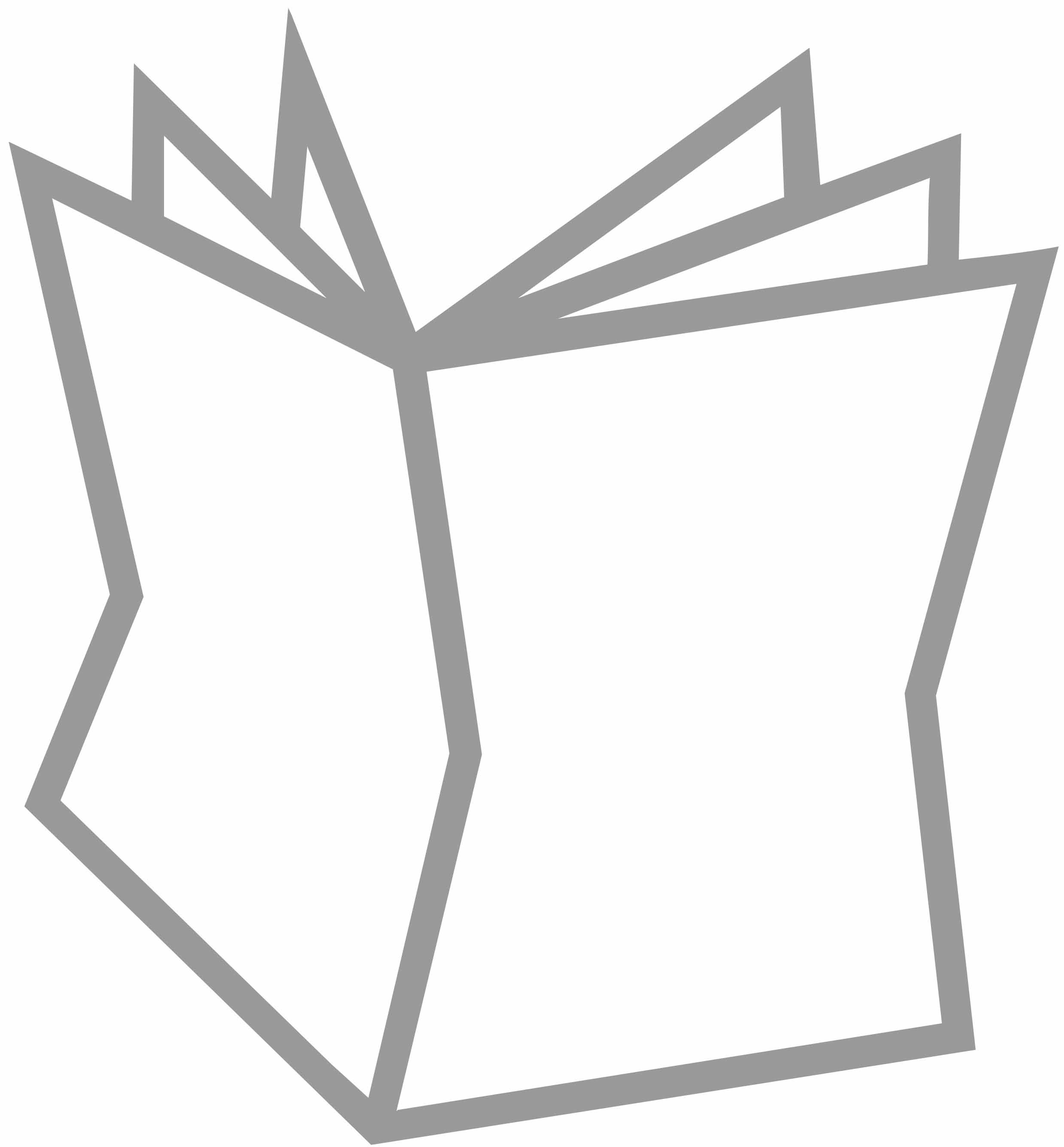

Vem som helst kan anmäla men juryn för respektive kategori väljer ut tre bidrag som nomineras. Vinnarna tillkännages vid en prisutdelning.

## Pristagare

### 2024
- Årets Dagstidning Helhetspriset: Sydsvenskan
- Årets Redaktion: Svenska Dagbladets poddredaktion
- Årets Bevakning: Sydsvenskan för Spårhundarna
- Årets Innovation: Aftonbladet personalisering
- Årets Läsaraffär: Bonnier News +Allt
- Årets Annonsaffär: Aftonbladet Godare
- Årets Bildjournalistik: Dagens Nyheter – De är så många att vi börjar tröttna på att döda dem
- Årets Ljudjournalistik: Svenska Dagbladet – Dynastin
- Årets Medieledare: Lena Kvist, Borås Tidning

### 2023
- Årets Dagstidning Helhetspriset: Dagens Nyheter
- Årets Redaktion: Länstidningen Södertälje
- Årets Bevakning: Nord Stream – Expressen
- Årets Affär & Innovation: Omni Mer
- Årets Annonsaffär: Bonnier News & Apollo
- Årets Läsaraffär: ST-tidningen
- Årets Bildjournalistik: Krigets kvarter, Dagens Nyheter
- Årets Ljudjournalistik: Nyhetsshowen – live från GP-huset
- Årets Medieledare: Maya Dahlén, Göteborgs-Posten

### 2022
- Årets Dagstidning Helhetspriset: Göteborgs-Posten
- Årets Redaktion: Nerikes Allehanda
- Årets Bevakning: Norr Media livesport
- Årets Affär & Innovation: Aftonbladet Wellobe
- Årets Kampanj: UNT och KLBR live
- Årets Bildjournalistik: Magda Gad, Expressen
- Årets Ljudjournalistik: NWT Krim – en podd om värmländska brott
- Årets Medieledare: Josefina Rickardt, Expressen

### 2021
- Årets Dagstidning Helhetspriset: Svenska Dagbladet
- Årets Redaktion: Avesta Tidning
- Årets Bevakning: Sörmlands Media
- Årets Affär & Innovation: Göteborgs-Posten

### 2020
- Årets Dagstidning Helhetspriset: Dagens Nyheter
- Årets Redaktion: Borås Tidning
- Årets Kampanj: Schibsted Brand Studio och Renault – När staden tystnar
- Årets Idé: Sydsvenskan/HD – Calpal
- Årets Affär: DI Akademi
- Årets Ljud & Bild: Magda Gad, Expressen, med reportaget ”Talibanerna inifrån”
- Årets Förnyare: Mattias Wallström, Mittmedia

### 2019
- Årets Dagstidning Helhetspriset: Norrbottens Media
- Årets Redaktion: Östersunds-Posten
- Årets Kampanj: Svenska Dagbladet och Schibsted Sales & Inventory – Klimatutmaningen
- Årets Idé: Aftonbladet och Maktens kvitton
- Årets Affär: Bonnier News Brand Studio
- Årets Ljud & Bild: Aftonbladet Podcast
- Årets Utvecklare: Karin Skogh, Expressen

### 2018
- Årets Dagstidning Helhetspriset: Sörmlands Media
- Årets Redaktion: Eskilstuna-Kuriren
- Årets Kampanj: Omni Ekonomi Lanseringskampajen
- Årets Idé: Aftonbladet: What´s on the plate – vad barnen äter
- Årets Affär: Bonnier News Brand Studio
- Årets Ljud & Bild: Aftonbladet TV – livesändningen 7 april
- Årets Utvecklare: Anna Careborg, premiumchef, Svenska Dagbladet

### 2017
- Årets Dagstidning Helhetspriset: Nerikes Allehanda
- Årets Redaktion: Västerbottens-Kuriren
- Årets Kampanj: Helsingborgs Dagblad/Sydsvenskan och Helsingborgs Stad
- Årets Idé: Mobile Stories
- Årets Affär: Mittmedias Digitala produktutvecklingsgrupp
- Årets Ljud & Bild: KIT

### 2016
- Årets Dagstidning Helhetspriset: Expressen
- Årets Marknadsorganisation: Dagens Nyheters Marknadsavdelning
- Årets Redaktion: Dagens Nyheter
- Årets Kampanj: Nyheter24-Gruppen i samarbete med MEC (IKEA/Under täcket)
- Årets Idé: Kit
- Årets Idé Hedersomnämnande: Schibsted och Gula båtarna

### 2015
- Årets Dagstidning Helhetspriset: Aftonbladet
- Årets Marknadsorganisation: Aftonbladets marknadsavdelning
- Årets Redaktion: Svenska Dagbladet Näringsliv
- Årets Kampanj: Upsala Nya Tidning – 40-klubben Riksmäklaren

### 2013
- Årets Dagstidning Helhetspriset: Upsala Nya Tidning
- Årets Redaktion: Sportbladet (Aftonbladet)
- Årets Annonskampanj: Svenska Dagbladet och Nordnet
- Årets Säljare: Kenth Gustafsson, Östgöta Correspondenten
- Årets Dagstidning Digitala medier: Aftonbladet
- Årets Marknadsinsats:  Aftonbladet/Svenska Hjältar
- Årets Annonsorganisation: Mediekompaniet
- Årets Innovation: Omni
- Årets Medieledare: Jan Helin, Aftonbladet

### 2012
- Årets Dagstidning Helhetspriset: Helsingborgs Dagblad
- Årets Redaktion: Helsingborgs Dagblad
- Årets Annonsorganisation: Mediehuset Corren
- Årets Dagstidning Digitala Medier: Aftonbladet
- Årets Säljare: Per Einarsson, Svenska Dagbladet
- Årets Marknadsinsats: Dagens Nyheter
- Årets Annonskampanj: GP med Din Bil/VW i Bruce Springsteen-bilagan
- Årets Medieledare: Anders Ingvarsson, Norrländska Socialdemokraten
- Årets Innovation: Räntekartan från Svenska Dagbladet

### 2011
- Årets Dagstidning Helhetspriset: Norrköpings Tidningar
- Årets Redaktion: Expressen
- Årets Annonsorganisation: Dagens Nyheter
- Årets Dagstidning Digitala Medier: Svenska Dagbladet
- Årets Säljare: Anna Smidemark
- Årets Distributör: Ingemar Stenson, Tidningsbärarna
- Årets Marknadsinsats: Aftonbladet Rockbjörnen
- Årets Annonskampanj: UNT Riksmäklaren

### 2010
- Årets Dagstidning Helhetspriset: Svenska Dagbladet
- Årets Redaktion: Svenska Dagbladet
- Årets Annonsorganisation: Upsala Nya Tidning
- Årets Dagstidning Digitala Medier: Nyheter24
- Årets Säljare: David Balsam
- Årets Distributör: Leif Johansson, NTM Distribution
- Årets Marknadsinsats: Aftonbladet
- Årets Annonskampanj: Borås Tidning

### 2009
- Årets Dagstidning Helhetspriset: Sydsvenska Dagbladet
- Årets Redaktion: Sydsvenska Dagbladet
- Årets Annonsorganisation: Södermanlands Nyheter
- Årets Dagstidning Digitala Medier: DN.se
- Årets Säljare: Christer Larsson, Svenska Dagbladet
- Årets Distributör: Prolog
- Årets Marknadsinsats: Sundsvalls Tidning
- Årets Annonskampanj: Göteborgs-Posten / Ballerina Choko

### 2008
- Årets Dagstidning Helhetspriset: Södermanlands Nyheter
- Årets Redaktion: Södermanlands Nyheter
- Årets Säljare: Lars Stedtlund
- Årets Dagstidning Digitala Medier: DN.se På Stan
- Årets Annonsorganisation: Dagens Nyheter
- Årets Distributör: Sten-Åke Holmberg
- Årets Marknadsinsats: Göteborgs-Posten – GP Scen
- Årets Annonskampanj: Svenska Dagbladet – Länsförsäkringar

### 2007
- Årets Dagstidning Helhetspriset: Östgöta Correspondenten
- Årets Redaktion: Aftonbladet.se + Världen Direkt
- Årets Säljare: Johan Bergils, Hela Östergötland
- Årets Dagstidning Digitala Medier: Aftonbladet.se
- Årets Annonsorganisation: Svenska Dagbladet
- Årets Distributör: Kim Hindhart, UNT Distribution
- Årets Marknadsinsats: Aftonbladet - Mustaschkampanjen

### 2006
- Årets Dagstidning Helhetspriset: Östersunds-Posten
- Årets Redaktion: Östgöta Correspondenten
- Årets Säljare: Johan Jepson och Peter Oskarsson, Svenska Dagbladet
- Årets Dagstidning Digitala Medier: N24.se
- Årets Annonsorganisation: Norrköpings Tidningar
- Årets Distributör: Tommy Carlsson
- Årets Marknadsinsats: Aftonbladet/Sportbladets VM-satsning

### 2005
- Årets Dagstidning Helhetspriset: Svenska Dagbladet
- Årets Redaktion: Nerikes Allehanda
- Årets Annonsorganisation: Eskilstuna-Kuriren
- Årets Dagstidning Digitala Medier: Expressen Digitala Medier
- Årets Marknadsinsats: Svenska Dagbladet